# Universität Ljubljana
Die Universität Ljubljana (slowenisch Univerza v Ljubljani, lateinisch Universitas Labacensis) in Ljubljana (Laibach) ist die älteste, größte und international am besten bewertete Universität in Slowenien. Sie befindet sich nach dem Shanghai-Ranking unter den ersten 500 bzw. vordersten drei Prozent der weltweit besten Universitäten. Die Universität hat etwa 40.000 eingeschriebene Studenten.
Die Rolle der Universitätsbibliothek nimmt die Slowenische National- und Universitätsbibliothek wahr.

## Geschichte

### Hochschulbildung in Ljubljana bis Ende des 19. Jahrhunderts
Anfang des 17. Jahrhunderts wurden im Rahmen des Jesuitenkollegs Laibach Lehrstühle für Moraltheologie und Philosophie, später auch für Physik und Mathematik eingerichtet. Sie wurden 1766 durch einen Lehrstuhl für Mechanik ergänzt, den Gabriel Gruber innehatte.
Während der Zeit der Illyrischen Provinzen etablierte die französische Verwaltung im Laibacher Lyzeum theologische, medizinische und philosophische Lehrangebote mit mehr als zwanzig Professoren unter dem Rektor Joseph Walland, später Erzbischof von Görz. In diesem Rahmen wurde unter anderem der Botanische Garten Ljubljana als Lehreinrichtung gegründet. Diese Form der Hochschulbildung wurde wieder abgeschafft, nachdem das österreichische Kaiserreich die Kontrolle über die Krain zurückerlangt hatte.

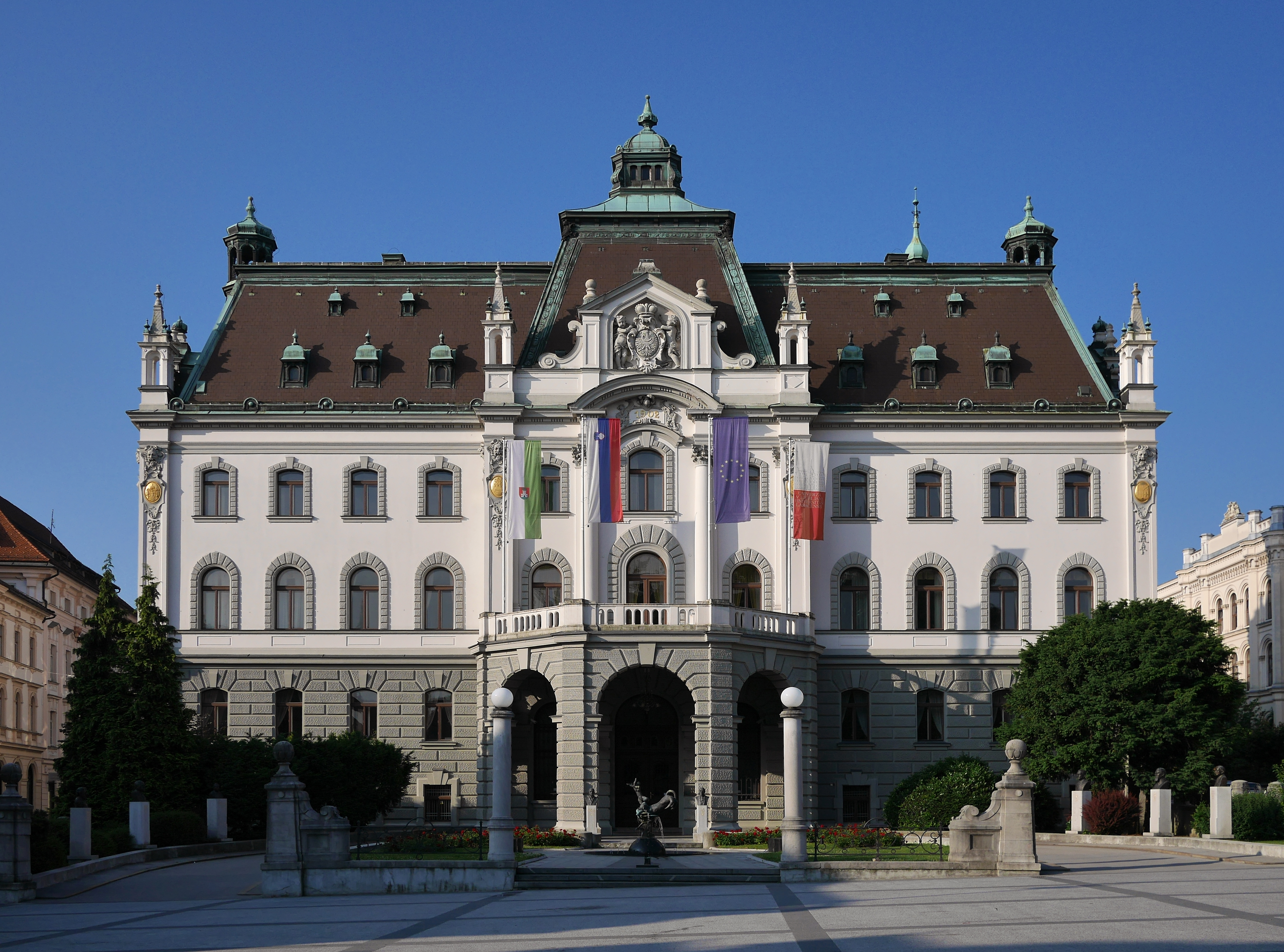
Hauptgebäude der Universität Ljubljana am Kongressplatz (Ljubljana)

### Gründung der Universität Ljubljana
Die Gründung der Universität Ljubljana erfolgte im Juli 1919 auf Grundlage des Gesetze über die Universität des Königreichs der Serben, Kroaten und Slowenen in Ljubljana.
Als Universitätsgebäude wird seitdem der ehemalige Sitz des Krainer Landtags, das 1902 erbaute Krainer Landhaus (slowenisch: Kranjski deželni dvorec) genutzt, heute ausschließlich zu administrativen und repräsentativen Zwecken.
Bis zur Gründung der Universitäten in Maribor (Universität Maribor) (1975) und in Koper (Universität Primorska) (2003) blieb die Universität Ljubljana die einzige Universität in Slowenien.

### Historische Bezeichnungen
- Univerza Kraljevine Srbov, Hrvatov in Slovencev v Ljubljani / Universitas Labacensis (1919–1929) – Universität des Königreichs der Serben, Kroaten und Slowenen in Laibach / Universitas Labacensis
- Univerza kralja Aleksandra I. v Ljubljani/Universitas Alexandrina (1929–1941) – Königliche Universität Alexander I. in Ljubljana
- Reale Università di Lubiana / Kraljeva univerza v Ljubljani (1941–1943) – Königliche Universität von Ljubljana
- Universität Laibach / Univerza v Ljubljani (1943–1945)
- Univerza v Ljubljani (1945–1979)
- Univerza Edvarda Kardelja v Ljubljani (1979–1990) – Universität Edvard Kardelj Ljubljana
- Univerza v Ljubljani / Universitas Labacensis (seit 1990) – Universität Ljubljana

## Gliederung
Die Universität gliedert sich in 23 Fakultäten und drei Kunstakademien, die Studienprogramme gemäß dem nationalen Hochschulprogramm durchführen. Der Großteil der Fakultäten und Akademien sind in verschiedenen Gebäuden in der Innenstadt untergebracht, in der Nähe vom Hauptgebäude der Universität. Einige Einrichtungen befinden sich außerhalb der Stadt.

### Akademien
- Akademie für Bildende Kunst und Design Ljubljana ALUO (slowenisch: Akademija za likovno umetnost in oblikovanje)
- Akademie für Theater, Radio, Film und Fernsehen AGRFT (Akademija za gledališče, radio, film in televizijo)
- Musikakademie Ljubljana (Akademija za glasbo v Ljubljani)

### Fakultäten
- Architektur (Fakulteta za arhitekturo)[10]
- Bauingenieurwesen/Civil and Geodetic Engineering (Fakulteta za gradbeništvo in geodezijo)[11]
- Biotechnologie (Biotehniška fakulteta)[12]
- Chemie und Chemische Technologie (Fakulteta za kemijo in kemijsko tehnologijo)[13]
- Computer- und Informationswissenschaft (Fakulteta za računalništvo in informatiko)[14]
- Elektrotechnik (Fakulteta za elektrotehniko)[15]
- Gesundheitswissenschaften/Health Sciences (Zdravstvena fakulteta)[16]
- Maritime Wissenschaften und Seefahrt (Fakulteta za pomorstvo in promet)[17]
- Maschinenbau (Fakulteta za strojništvo)[18]
- Mathematik und Physik (Fakulteta za matematiko in fiziko)[19]
- Medizin (Medicinska fakulteta)[20]
- Naturwissenschaften und Technologie (Naravoslovnotehniška fakulteta)[21]
- Öffentliche Verwaltung/Public Administration (Fakulteta za upravo)[22]
- Pädagogik (Pedagoška fakulteta)[23]
- Pharmazie (Fakulteta za farmacijo)[24]
- Philosophie (Filozofska fakulteta)[25]
- Recht (Pravna fakulteta)[26]
- Sozialarbeit (Fakulteta za socialno delo)[27]
- Sozialwissenschaften (Fakulteta za družbene vede)[28]
- Sport (Fakulteta za šport)[29]
- Theologie (Teološka fakulteta)[30]
- Veterinärmedizin (Veterinarska fakulteta)[31]
- Wirtschaftswissenschaften (Ekonomska fakulteta)[32]

## Internationale Angebote
Die internationale Sichtbarkeit der Universität Ljubljana wird als Veranstaltungsort von Konferenzen und jährlichen Sommerschulen gefördert. Dazu zählen beispielsweise die politikwissenschaftliche Sommerschule zu Methoden der Sozialwissenschaft, welches  vom European Consortium for Political Research (ECPR) organisiert wird und die kommunikationswissenschaftliche Sommerschule The European Media and Communication Doctoral Summer School der European Communication Research and Education Association (ECREA).

## Persönlichkeiten (alphabetisch)
- Kristina Brenk (1911–2009), Schriftstellerin
- Janez Drnovšek (1950–2008), Politiker
- Ivan Gams (1923–2014), Geograph und Hochschullehrer
- Janez Potočnik (* 1958), EU-Kommissar
- Albin Tahiri (* 1989), Zahnmediziner, als Skirennläufer erster kosovarischer Winter-Olympionike
- Teja Vidic (* 1998), Schachspielerin
- Milan Vidmar (1885–1962), Ingenieur der Elektrotechnik, Hochschullehrer und Schachgroßmeister
- Slavoj Žižek (* 1949), Philosoph
- Mladen Dolar (* 1951), Philosoph, Freund von Slavoj Žižek